# Albino (błąd drukarski)
Albino, albinos – usterka podczas procesu drukowania. Powstaje poprzez zasłonięcie drukowanego arkusza innym kawałkiem papieru itp. w maszynie drukarskiej, farba pokrywa więc papier na niepożądanej pierwszej warstwie, pozostawiając na niższej warstwie niezadrukowany arkusz.